# Jonavos aerodromas
Jonavos aerodromas är en flygplats i Litauen. Den ligger i den centrala delen av landet, 70 km nordväst om huvudstaden Vilnius. Jonavos aerodromas ligger 85 meter över havet.
Terrängen runt Jonavos aerodromas är platt. Runt Jonavos aerodromas är det ganska glesbefolkat, med 36 invånare per kvadratkilometer. Närmaste större samhälle är Jonava, 9,1 km nordväst om Jonavos aerodromas. I omgivningarna runt Jonavos aerodromas växer i huvudsak blandskog.